# Priorhaus Neuwerk

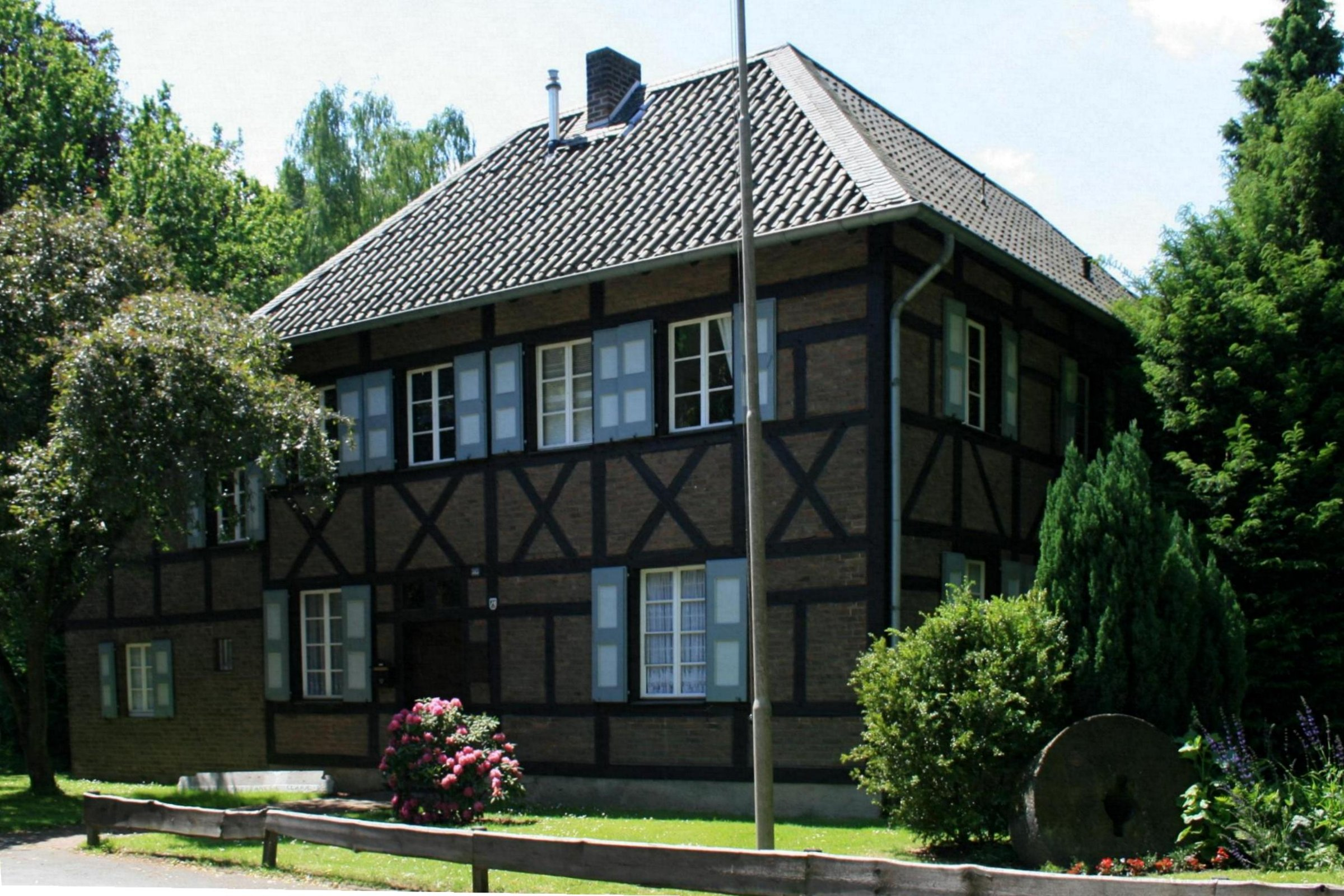
Priorhaus Neuwerk (2010)

Das Priorhaus Neuwerk steht im Stadtteil Neuwerk in Mönchengladbach (Nordrhein-Westfalen), Engelblecker Straße 385.
Das Haus wurde 1771 erbaut. Es ist unter Nr. E 006 am 24. September 1985 in die Denkmalliste der Stadt Mönchengladbach< eingetragen worden.

## Nutzung
Im Erdgeschoss des Hauses betreibt der Verein Neuwerker Heimatfreunde e. V. das Museum Priorhaus, in dem die Geschichte des Stadtteils Neuwerk dargestellt und erörtert wird. Das Obergeschoss wird als Wohnraum genutzt.

## Architektur
Es handelt sich um das ehemalige Wohnhaus des dem Neuwerker Nonnenkonvent zugeordneten Priesters. Mit den Häusern Dammer Straße 143 und Dünner Straße 273 gehört das Haus zum Restbestand der den historischen Neuwerker Ortskern markierenden Fachwerkbauten gehörend.
Das zweigeschossige Fachwerkhaus des 18. Jahrhunderts, inschriftlich 1771 datiert, wurde 1958/59 aus verkehrstechnischen Gründen abgebrochen und an zurückliegender Stelle wieder aufgebaut. Dabei ist der größte Teil des Fachwerkgefüges erneuert worden.
Wegen der historischen Fachwerkarchitektur und als Teil des Klosterensembles, sowie aus ortsgeschichtlichen, architektonischen und städtebaulichen Gründen ist das Objekt erhaltenswert.